# Tadeusz Jąkalski
Tadeusz Jąkalski (ur. 7 października 1916 w Witkowicach, zm. 23 stycznia 1987 w Wierzbinku) – polski działacz ruchu ludowego, poseł na Sejm PRL VI kadencji.

## Życiorys
Uzyskał wykształcenie średnie w dwuletniej Szkole Rolniczej w Starym Brześciu. Pracował we własnym gospodarstwie rolnym. W 1935 został członkiem Związku Młodzieży Wiejskiej RP „Wici”. Był uczestnikiem wojny obronnej w 1939. Podczas II wojny światowej został wysiedlony, po czym pracował jako przymusowy robotnik rolny. Po wojnie powrócił na swoje gospodarstwo. Był powiatowym mistrzem plonów.
Pełnił funkcję radnego Gromadzkiej Rady Narodowej. Zasiadał też w Komisji Zatrudnienia Wojewódzkiej Rady Narodowej oraz w komitetach Zjednoczonego Stronnictwa Ludowego (wojewódzkim i powiatowym). Był prezesem kółka rolniczego, a także członkiem Rady Okręgowej Spółdzielni Mleczarskiej. W 1972 uzyskał mandat posła na Sejm PRL w okręgu Włocławek. Zasiadał w Komisji Drobnej Wytwórczości, Spółdzielczości Pracy i Rzemiosła.

## Odznaczenia
- Złoty Krzyż Zasługi
- Odznaka „Za Zasługi dla Województwa Bydgoskiego”